# Ammodaucus
- Commons
- Wikispecies

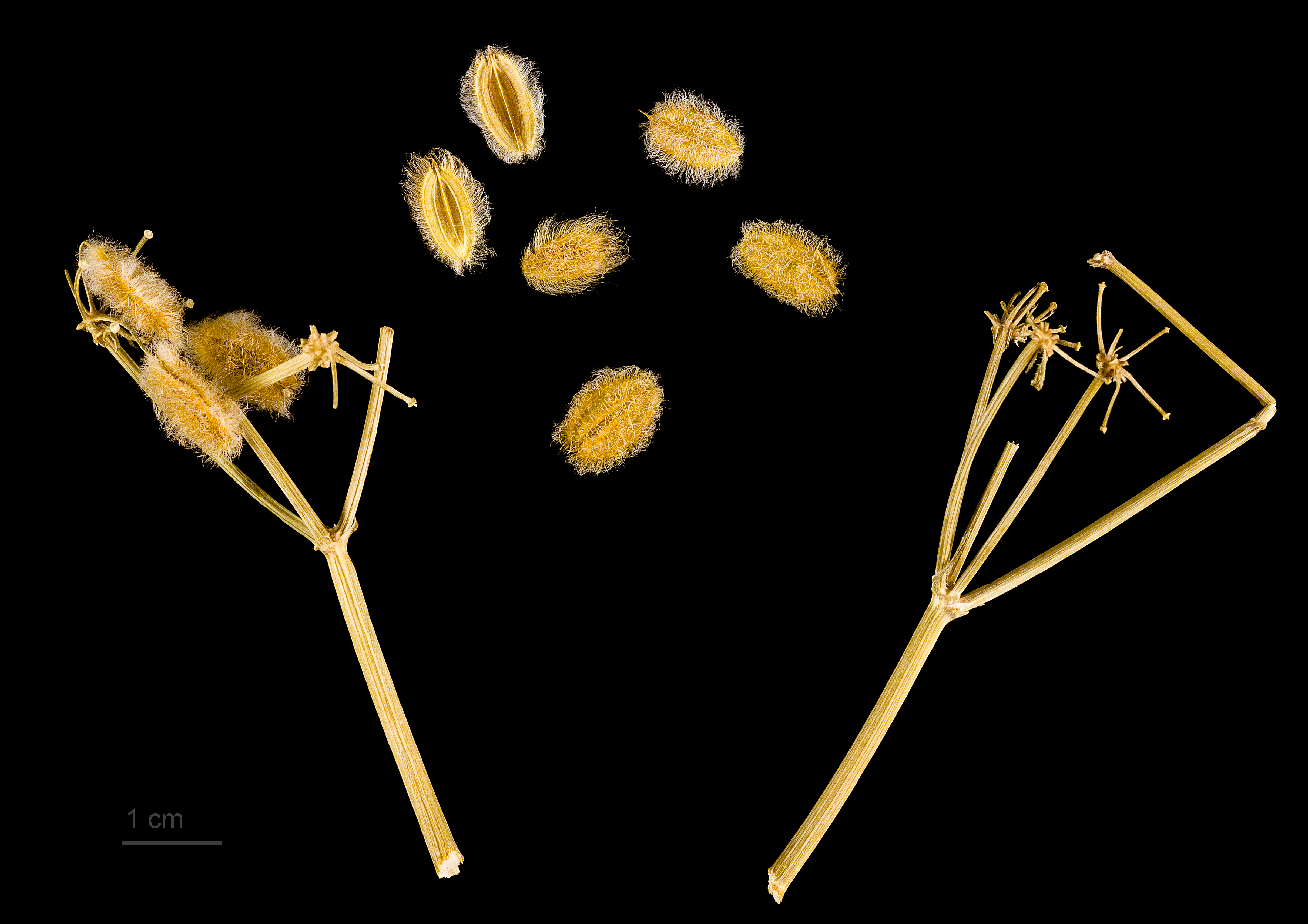
Ammodaucus leucotrichus - MHNT

Ammodaucus Coss. & Durieu é um género botânico pertencente à família Apiaceae.
Endêmica do Norte da África, incluindo as Ilhas Canárias.

## Espécies
Apresenta uma única espécie:
- Ammodaucus leucotrichus Coss.